# Justicia romba
Justicia romba är en akantusväxtart som beskrevs av Raymond Benoist. Justicia romba ingår i släktet Justicia och familjen akantusväxter. Inga underarter finns listade i Catalogue of Life.